# Wolenice (przystanek kolejowy)
Wolenice − przystanek kolejowy na linii kolejowej numer 281 Oleśnica-Chojnice w Wolenicach, w Polsce, w województwie wielkopolskim, w powiecie krotoszyńskim. Przystanek oddano do użytku w 1875 roku. Obecnie na przystanku pozostały wyłącznie perony. Budynek dworcowy został rozebrany. W Wolenicach zatrzymują się pociągi Regio spółki Przewozy Regionalne.

## Ruch pasażerski
| Rok  | Wymiana pasażerska na dobę |
| ---- | -------------------------- |
| 2017 | 0-9                        |
| 2022 | 0-9                        |